# Zdravko Mamić
Zdravko Mamić (ur. 16 lipca 1959 w Bjelovarze) – chorwacko–bośniacki działacz sportowy i agent. W latach 2003–2016 był prezesem chorwackiego klubu piłkarskiego Dinamo Zagrzeb.
W 2018 roku uznano go za winnego oszustw podatkowych w Chorwacji. Aby uniknąć więzienia, uciekł do sąsiedniej Bośni i Hercegowiny, gdzie od tego czasu ukrywa się przed wymiarem sprawiedliwości.

## Wczesne życie
Mamić urodził się 16 lipca 1959 r. w Bjelovarze w Jugosławii, w rodzinie Hercegowińskich Chorwatów, Josipa i Luciji Mamić, pochodzących odpowiednio z hercegowinskich wiosek Zidine i Bukova Gora. W 1956 roku przenieśli się do Chorwacji w poszukiwaniu pracy. Mamić ma dwójkę braci, starszego Stojko (ur. 1957) i młodszego, Zorana (ur. 1971).
W latach 70. wraz z rodzeństwem, nastoletni Zdravko przeprowadził się z Bjelovaru do Sesvete na przedmieściach Zagrzebia, podczas gdy ich ojciec był gastarbeiterem w Niemczech Zachodnich. W tym czasie Zdravko grał w juniorskich drużynach klubu ze stolicy. W późniejszym okresie należał do ultrasów klubu, Bad Blue Boys.

## Kariera w piłce nożnej
W 1995 roku był dyrektorem NK Osijek. Był to sezon w którym ten klub pierwszy raz zagwarantował sobie udział w pucharze UEFA. W 1996 roku został dyrektorem Segesty Sisak a od 1997 do 1999 roku był dyrektorem klubu Croatia Sesvete.
W 2000 roku został członkiem Zarządu NK Dinamo, a od 2003 roku pełnił funkcję prezesa klubu. Za jego kadencji Dinamo zdobyło dziewięć mistrzostw (2000, 2003, 2006–2012) oraz osiem Pucharów Chorwacji (2001, 2002, 2004, 2007-2009, 2011 i 2012).
W lutym 2016 r. Mamić złożył rezygnację z funkcji prezesa klubu, ale pozostał w nim jako doradca. 16 marca 2021 złożył rezygnację ze wszystkich stanowisk w klubie.
Mamić w latach 2004-2016 był także wiceprezesem Chorwackiego Związku Piłki Nożnej.

### Oszustwa finansowe
W 2009 roku Mamić został pozwany przez Eduardo da Silvę za niekorzystny kontrakt, zgodnie z którym musiał płacić rodzinie Mamicia 50% wynagrodzenia przez całą swoją karierę. Silva wygrał sprawę w 2014 roku.
18 listopada 2015 r. Mamić wraz z pięcioma innymi osobami został aresztowany w związku z nieprawidłowościami transferowymi w Dinamie. Był podejrzany o uchylanie się od płacenia podatków i przekupstwo.
W dniu 6 czerwca 2018 roku Mamić został skazany w pierwszej instancji na sześć i pół roku więzienia za oszustwa transferowe związane z transferem Luki Modrića i Dejana Lovrena odpowiednio do Tottenhamu Hotspur i Olympique Lyonnais. Mamić, jego brat Zoran, były dyrektor Dinama Damir Vrbanović i urzędnik skarbowy Milan Pernar zostali uznani winnymi wyłudzenia z budżetu Dinama ponad 15 mln euro a ponadto wyłudzenia z budżetu państwa niezapłaconych podatków na kwotę ponad 1,2 mln euro. Mamić, który dzień wcześniej przekroczył granicę z Bośnią i Hercegowiną nie stawił się na rozprawie sądowej i oświadczył, że nie wróci do Chorwacji.
Sąd Bośni i Hercegowiny odmówił ekstradycji Mamicia, ponieważ posiada on również obywatelstwo bośniackie. Sąd Najwyższy Chorwacji podtrzymał wyrok w sprawie Mamicia 15 marca 2021 roku.

## Kontrowersje
Mamić stał się dobrze znany ze swojego wrogiego zachowania wobec dziennikarzy, włączając w to publiczne incydenty przerywane groźbami przemocy oraz wulgaryzmami o charakterze osobistym i zawodowym.
W grudniu 2011 roku niewielka grupa ultrasów Dinama, Bad Blue Boys, wzięła udział w konferencji prasowej, na której skonfrontowała Mamicia z jego „złym zarządzaniem Dinamo Zagrzeb ”. Pełniąc funkcję wiceprezesa Dinama Mamić został zatrzymany przez policję. Podczas trzynastoletniej kadencji w Dinamo Zagrzeb, zatrudniał łącznie 15 różnych menedżerów w latach 2003-2016. W dniu 15 marca 2013 r. został aresztowany po słownym ataku na chorwackiego ministra sportu, nauki i edukacji Željko Jovanovicia w programie radiowym.
Podczas wojny Mamić brał udział w prywatyzacji Česma Wood Industry z Bjelovara. W 2000 roku ustalono, że podejrzane operacje w firmie spowodowały szkody dla budżetu państwa w wysokości 14 milionów kun chorwackich, przy jednoczesnym zmniejszeniu o połowę liczby pracowników firmy.

## Życie prywatne

### Próba zamachu
W dniu 22 sierpnia 2017 r. Mamić odniósł obrażenia nogi w wyniku zamachu w zasadzce zorganizowanej przez dwóch zamaskowanych sprawców, którzy otworzyli w jego kierunku ogień, gdy wysiadał z pojazdu podczas swojej corocznej wizyty we wsi Zidine niedaleko Tomislavgradu w Bośni i Hercegowinie w rocznicę śmierci jego ojca Josipa.